# J'aime la vie, je fais du vélo, je vais au cinéma
Pour plus de détails, voir Fiche technique et Distribution.
J'aime la vie, je fais du vélo, je vais au cinéma est un documentaire français de Francis Fourcou sorti en 2005.

## Fiche technique
- Titre : J'aime la vie, je fais du vélo, je vais au cinéma
- Réalisation : Francis Fourcou
- Scénario : Francis Fourcou
- Photographie : Jean-Marie Dagonneau
- Son : Cyril Martin, Henri Roux - David Vincent (mixage)
- Montage : : Robin Barrière et Hélène Viard
- Musique : Rudi Sordes
- Pays d'origine :  France
- Société de production : Écransud
- Genre : documentaire
- Durée : 90 minutes
- Date de sortie : 26 janvier 2005